# Joaquim Bauxell i Costa
Joaquim Bauxell i Costa (Anglès, La Selva, 14 d'abril de 1921 – Anglès, La Selva, 5 de maig de 1997) fou un poeta i escriptor. Soci fundador de l'Agrupació Sardanista Floricel, entitat sardanista i cultural; un dels fundadors de l'Associació Amics de la UNESCO de Girona; professor de català per Òmnium Cultural i, un dels primers professors que va començar a ensenyar català a Anglès.
Les seves poesies respiren l'alè, la flaire, el perfum, el regust d'Anglès i de la gent d'aquestes vila.
[
Retrat d'en Quim Bauxell, amb la seva inseparable boina. Finals dels anys setanta del segle passat.]

## Biografia
En Joaquim Bauxell i Costa, el poeta d'Anglès, va néixer el dia 14 d'abril de 1921, a tres quarts d'una de la matinada, en el número 1 del carrer d'Avall on visqué tota la seva vida.
De jove, no va gaudir de gaire bona salut i, durant els primers estius de la dècada dels cinquanta, mentre es recuperava d'una greu malaltia pulmonar, formà part del nucli fundador de l'anomenat Verger de l'Art que, uns anys més tard, seria l'embrió de l'Agrupació Sardanista Floricel. És molt probable que les vetllades musico-literàries de Verger de l'Art, que tenien lloc al barri de Cuc, li desvetllessin l'interès que ja tenia per conrear la poesia; un art que el va fer entrar en el joc de donar forma al llenguatge i de buscar la paraula adequada per a cada moment, i del qual en deuria sorgir la necessitat de conèixer l'idioma en profunditat. La poesia i la llengua foren dues de les seves grans passions que, d'altra banda, no feren altra cosa que enriquir-lo cultural i humanament.
Autodidacte de convicció i de fet, va introduir-se en el món de la literatura i la gramàtica. La utopia de la vella filosofia anarquista, la que anys enrere tenien tants obrers d'aquesta nostra terra, va arrelar en el cor adolescent d'un jove inquiet. Postrat al llit per malures inacabables, devorava com ningú tota la literatura que queia a les seves mans. Després vindria l'estudi de la gramàtica. El castellà, el francès, l'esperanto – bella utopia obrera de comunicació universal – i el català. Arribà la postguerra, llarga i dura. Hom havia de guanyar les garrofes, com a tothom, i com la immensa majoria de gent d'Anglès va trobar feina a la fàbrica Burés.
Per fer-se un sobresou, els diumenges a la tarda anava a vendre les entrades al cinema Ideal i després al cinema Palàdium.
Com a professor de català, Joaquim Bauxell va ensenyar a escriure i a estimar la nostra llengua a nombroses persones. Els cursos de català de Floricel es van organitzar per primera vegada l'any 1967 a instàncies de l'aleshores president de l'Agrupació, Joan Toy, i del vicepresident, Joan Vidal i Gayolà. En Joaquim, que llavors tenia 46 anys, va fer de professor afeccionat fins que, per la nombrosa assistència d'alumnes, se'n va fer càrrec Salvador Sunyer, de Salt, que fou qui més tard l'animaria a treure's el títol de professor de català de l'Òmnium Cultural. El certificat d'aptitud el va obtenir l'octubre de 1968 i des d'aquell moment Joaquim Bauxell va ser el capdavanter de cursos de català de Floricel – algunes vegades amb l'ajuda d'altres professors – que s'organitzaren durant més de vint anys. Mai va cobrar per fer de professor.
Aquest altruisme el va demostrar també durant els primers anys d'existència d'El Punt, exercint com a corrector del diari, d'on tampoc en va cobrar mai res.
Amb els coneixements que tenia de català, castellà i francès, no li va ser difícil aprendre esperanto, l'idioma creat pel doctor polonès Zamenhof amb l'objectiu que es convertís en la llengua internacional de relació i comunicació entre tots els pobles de món, conservant i respectant les llengües i cultures pròpies de cada poble. Alguns poemes escrits a la dècada del setanta que ja hi fan referència.
L'any 1982 es va publicar un recull de la seva poesia. Aquest llibre «Rimes de Joaquim Bauxell, un poeta de poble» editat per primera vegada amb motiu de l'homenatge que la vila d'Anglès li va retre aquell mateix any, conté un pròleg de Salvador Sunyer en el qual li fa una comparança – salvant-ne les distàncies – amb Miquel Martí i Pol (poeta, treballador d'una fàbrica, llarg malaltia...) i tant el títol escollit, així com bona part de la seva obra, són prou explícits del caràcter i els valors que sempre van presidir la seva vida: la humilitat, la utopia i la fraternitat universal.
L'any 1985 va ser un dels fundadors de l'Associació Amics de la UNESCO de Girona.
L'estiu de l'any 1986 l'associació Girona Espero, proposaren d'organitzar un seguit d'actes per commemorar el centenari del naixement d'aquest idioma. Bauxell es va posar a estudiar-lo sense parar fins que al cap de pocs mesos ja el parlava. El gener de l'any següent Floricel va organitzar unes jornades esperantistes, amb un curs d'esperanto inclòs, i amb en Joaquim de professor. Bauxell creia fermament que "la humanitat només es podrà entendre en condicions d'igualtat i només així podran ser evitats els conflictes lingüístics."
A través de Ràdio Anglès i durant tots els anys que l'emissora municipal va estar en funcionament, dos cops per setmana i amb dicció clara, el seu programa «Lectures escollides» divulgà l'obra de molts autors, des del «Glossari andorrà» de Josep Fontbernat o la poesia de Francesca Barnades, fins a la del més prestigiosos literats.
La llarga amistat que unia Joaquim Bauxell amb Joan Pibernat, gran coneixedor del món sardanista, músic, expresident i també fundador de l'Agrupació Sardanista Floricel, els va fer compondre la sardana «Floricel», gairebé un himne per a l'agrupació; Pere Masats i Joan Pibernat en van compondre la música i Joaquim Bauxell en va escriure la lletra.
Juntament amb el compositor, music i pianista d'Amer Pere Buxó i Domènech van crear la sardana amb lletra "Anant a la pesca", que és l'Himne de la societat esportiva de pescadors d'Anglès SPDAC, actualment SPEAC.
Joaquim Bauxell fou, per damunt de tot, un home idealista, bondadós i pacifista que va saber impregnar d'aquestes característiques totes les facetes de la seva vida; un d'aquells personatges dels quals ens convé preservar-ne la presència en la memòria col·lectiva.
Va morir el dia 5 de maig de 1997. No és estrany doncs, que les seves poesies respirin l'alè, la flaire, el perfum, el regust d'Anglès i de la gent d'aquestes vila.
En homenatge a la seva persona l'Ajuntament d'Anglès, posa el nom de Joaquim Bauxell a la nova biblioteca municipal inaugurada el dia 20 de febrer de 2016.

## Obres publicades
- Bauxell i Costa, Joaquim. «Rimes de Joaquim Bauxell, un poeta de poble: obra poètica I», pròleg de Salvador Sunyer. [Anglès]: Floricel [etc.], 1982.
- Bauxell i Costa, Joaquim. «Rimes de Joaquim Bauxell: un poeta de poble». Anglès: Ajuntament d'Anglès, 2a edició revisada i ampliada, 2007.